# Pierre Houin
Pierre Houin, född 15 april 1994 i Toul, är en fransk roddare.
Houin blev olympisk guldmedaljör i lättvikts-dubbelsculler vid sommarspelen 2016 i Rio de Janeiro.